# العصر الآسيوي (صحيفة)
العصر الآسيوي هي صحيفة يومية هندية تصدر باللغة الإنجليزية عن مطابع دلهي ومومباي وكلكتا. كما تصدر لها «طبعة دولية» في لندن.